# Monika Piazzesi

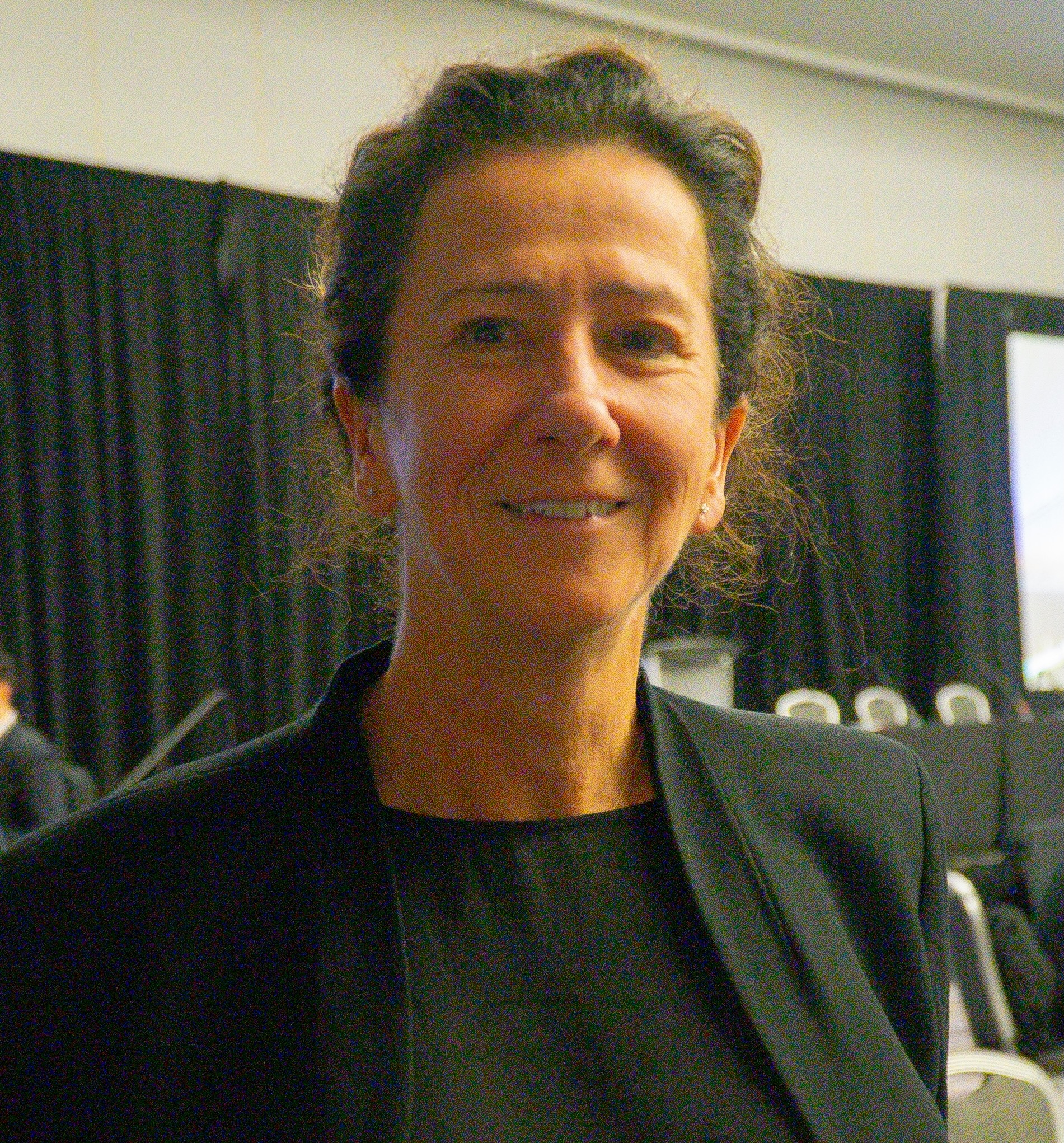
Monika Piazzesi

Monika Piazzesi (* 1968 in Heidelberg) ist eine deutsche Wirtschaftswissenschaftlerin und Hochschullehrerin.

## Leben
Piazzesi wuchs in Baden-Baden auf. Sie studierte an der Universität Heidelberg Wirtschaftswissenschaften und erhielt 1991 ihr Vordiplom. Sie wechselte an die Universität Bonn und schloss dort ihr Diplom-Studium ab. Von 1995 bis 2000 promovierte sie an der Stanford University mit einem ERP-Stipendium der Studienstiftung des Deutschen Volkes. Ihre Doktorarbeit zu Geldpolitik und Vermögensbewertung wurde von Darrell Duffie betreut. Anschließend war sie Assistant Professor an der University of California in Los Angeles. Ab 2003 war sie Assistent Professor an der University of Chicago Graduate School of Business, 2005 wurde sie zur außerordentlichen Professorin befördert und 2006 zur Professorin für Finanzen ernannt. Von 2006 bis 2008 war sie dort als John Huizinga Faculty Fellow tätig. Seit 2008 ist sie Professorin für Wirtschaftswissenschaften an der Stanford-Universität und seit 2010 Joan Kenney Professorin für Wirtschaftswissenschaften. Ab 2007 war sie Direktorin des Asset Pricing Programs des National Bureau of Economic Research (NBER). Von 2008 bis 2011 war sie außerplanmäßige Professorin an der Ludwig-Maximilians-Universität München.
Von 2006 bis 2014 war sie Mitherausgeberin des Journal of Political Economy. Von 2006 bis 2008 war sie Mitherausgeberin der American Economic Review und von 2005 bis 2008 des Economic Journal.

## Forschung
Piazzesis Forschung konzentriert sich auf die Bepreisung von Vermögenswerten, Zeitreihenanalyse und Ökonometrie, insbesondere im Zusammenhang mit Anleihemärkten und der Laufzeitstruktur von Zinssätzen. Sie hat Arbeiten zu den Themen Wohnungsbau, Preise und Mengen von Vermögenswerten, Anleihemärkte, Zinssätze und BIP veröffentlicht.
Im Jahr 2005 erhielt sie den Germán-Bernácer-Preis für die Entwicklung eines einheitlichen Ansatzes, der das Verständnis des Zusammenhangs zwischen den Preisen von Vermögenswerten, einschließlich Anleihen, Aktien und Immobilien, und den institutionellen Merkmalen von Geldpolitik und Konjunkturzyklen verbessert. Den Elaine-Bennett-Forschungspreis erhielt sie 2006 für ihre einflussreichen Modelle der Renditekurve von Anleihen, die Geldpolitik und Konjunkturschwankungen berücksichtigen und in die Prognosemodelle der Federal Reserve eingebaut wurden.

## Auszeichnungen
- Germán-Bernácer-Preis, 2005[3]
- Elaine-Bennett-Forschungspreis, 2006[6]
- Fellow der Econometric Society, 2008[7]
- Fellow der American Academy of Arts and Sciences, 2011[8]
- Guggenheim-Stipendium, 2015–16[4]
- Mitglied der National Academy of Sciences, 2023

## Publikationen
- Andrew Ang, Monika Piazzesi: A no-arbitrage vector autoregression of term structure dynamics with macroeconomic and latent variables. In: Journal of Monetary Economics 50(4), Mai 2003, S. 745–787, doi:10.1016/S0304-3932(03)00032-1.
- John H. Cochrane, Monika Piazzesi: Bond Risk Premia. In: The American Economic Review 95(1), März 2005, S. 138–160, doi:10.1257/0002828053828581.
- Andrew Ang, Monika Piazzesi, Min Wei: What does the yield curve tell us about GDP growth? In: Journal of Econometrics 131(1–2), März–April 2006, S. 359–403, doi:10.1016/j.jeconom.2005.01.032.